# Caneto (Borgosesia)
Caneto is een plaats (frazione) in de Italiaanse gemeente Borgosesia.